# 라자루 하무스
라자루 하무스(Lázaro Ramos, 1978년 11월 1일 ~ )는 브라질의 배우이다. 아프리카 혈통을 갖고 있다.

## 출연 작품
- 이그제큐티브 오더 (2020)
- 바이올린 티처 (2015)
- 레드플레인과 신비한 세계일주  (2014)
- 더 그레이트 킬라피 (2012)
- 오 빠이 오 (2007)
- 엘 코브라도르 (2006)
- 아 마키나 (2005)
- 파라다이스 (2005)
- 니나 (2004)
- 복사 가게 소년 (2003)
- 카란디루 (2003)
- 마담 사타 (2002)